# Barichneumon submontanus
Barichneumon submontanus là một loài tò vò trong họ Ichneumonidae.